# Dead Man's Walk
Dead Man's Walk is een Amerikaanse televisieserie uitgezonden op 12 mei 1996 en gebaseerd op het gelijknamige boek van Larry McMurtry.

## Rolverdeling
- F. Murray Abraham - Kol. Caleb Cobb
- Keith Carradine - Bigfoot Wallace
- Patricia Childress - Matilda Jane Roberts
- Brian Dennehy - Maj. Randall Chevallie
- Edward James Olmos - Kapt. Salazar
- Eric Schweig - Buffalo Hump
- Harry Dean Stanton - Shadrach
- David Arquette - Augustus McCrae
- Jonny Lee Miller - Woodrow F. Call
- Ray McKinnon - Long Bill Coleman
- Jennifer Garner - Clara Forsythe